# اوتاکو

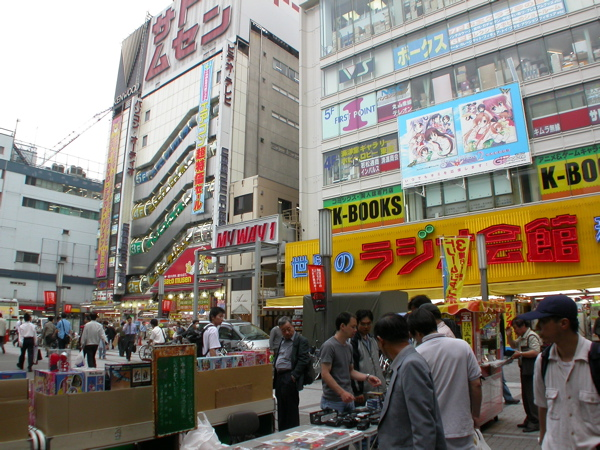
عکسی مربوط به فروش وسایل انیمه‌ای و اوتاکویی در شهر آکیهابارا، ژاپن.

اوتاکو (به ژاپنی: otaku یا おたく یا オタク یا ヲタク) واژه‌ای ژاپنی است که به معنای فردی است که دارای شیدایی یا علاقه‌مندی شدید است. اوتاکو به ویژه به افرادی که به انیمه و مانگا، بازی‌های ویدئویی‌، یا رایانه‌ای‌ دلبستگی دارند، اشاره دارد. استفاده معاصر آن با مقاله ای در سال ۱۹۸۳ توسط آکیئو ناکاموری در مانگا بوریکو آغاز شد.
خرده فرهنگ اوتاکو موضوع اصلی انیمه، مانگا، مستند و تحقیقات دانشگاهی مختلف است. خرده فرهنگ در دهه ۱۹۸۰ با تغییر ذهنیت‌های اجتماعی و پرورش خصلت‌های «اوتاکو» توسط مدارس ژاپنی همراه با تسلیم شدن چنین افرادی از آنچه که در آن زمان ناگزیر به عنوان طردشدگان اجتماعی تلقی می‌شد، آغاز شد. تولد این خرده فرهنگ همزمان با رونق انیمه پس از انتشار آثاری مانند موبایل سوت گاندام بود، قبل از اینکه به کومیک مارکت منشعب شود.
فرهنگ اوتاکو همچنین می‌تواند به عنوان پناهگاهی از فرهنگ نانپا دیده شود. در سال ۱۹۸۰، در اطراف منطقه کابوکیچو در شینجوکو-کو، توکیو، رونق «نیو فوزوکو» یا خدمات جنسی جدید که دانش‌آموزان دختر دانشگاه یا مدرسه‌های حرفه ای را استخدام می‌کرد، رونق گرفت. رونق «بوروسه‌را» و رونق معاشقه جبرانی در دهه ۱۹۹۰ گسترش این امر بود. از این نظر، دوره ۱۹۸۰ تا اواسط دهه ۱۹۹۰ «عصر عشق جنسی» بود. هر چه رونق عشق جنسی بالاتر می‌رفت، مردم بیشتر از عشق جنسی ناامید می‌شدند زیرا به آنها احساس پذیرش همه‌جانبه نمی‌داد. ظهور فناوری اطلاعات و پایگاه‌های اطلاعاتی، قبل از هر چیز، ابزاری برای هدر رفتن خود، یعنی دفاع از خود، غنی کرد. و ثانیاً به سرعت این احساس را تضعیف کرد که «واقعیت» (یا ارتباط تجسم یافته) از «تخیلی» (یا واقعیت مجازی) پربارتر است.
خرده فرهنگ «اوتاکو» با گسترش اینترنت و رسانه‌ها رشد کرد، زیرا انیمیشن‌ها، بازی‌های ویدیویی، نمایش‌ها و کمیک‌های بیشتری ساخته شدند.
اوتاکو در ابتدا در ژاپن دارای مفاهیم منفی بود و ممکن بود به عنوان تحقیرآمیز مورد استفاده قرار گیرد. منفی بودن آن در آن زمان ناشی از دیدگاه کلیشه‌ای «اوتاکو» به عنوان طردشدگان اجتماعی و گزارش رسانه‌ها در مورد تسوتومو میازاکای، «قاتل اوتاکو» است، در سال ۱۹۸۹. تبعیض اوتاکو به ویژه بین سال ۱۹۸۹ (زمانی که یک قتل زنجیره ای انجام شد) شدید بود. مظنون دستگیر شد) و ۱۹۹۶ (زمانی که رونق دوستیابی جبرانی در اوج خود بود). بر اساس مطالعات منتشر شده در سال ۲۰۱۳، این اصطلاح کمتر منفی شده است و تعداد فزاینده ای از مردم اکنون خود را به عنوان «اوتاکو» معرفی می‌کنند، هم در ژاپن و هم در جاهای دیگر. از ۱۳۷۷۳۴ نوجوانی که در سال ۲۰۱۳ در ژاپن مورد بررسی قرار گرفتند، ۴۲٫۲٪ خود را به عنوان یک نوع «اوتاکو» معرفی می‌کردند. طبق یک نظرسنجی سراسری ایالات آمریکا که توسط دنتسو در ژوئیه ۲۰۲۲، ۳۴ درصد از آمریکایی‌ها نسل زد (حدود ۱۵ میلیون نفر)، خود را به‌عنوان اوتاکوی انیمه می‌شناسند.
در سال ۲۰۰۵، نامورا ریسرچ اوتاکو را به دوازده گروه تقسیم کرد و اندازه و تأثیر بازار را تخمین زد. هر یک از این گروه‌ها مؤسسات دیگر آن را بیشتر تقسیم کرده‌اند یا بر یک علاقه اوتاکو متمرکز شده‌اند. این نشریات گروه‌های متمایزی از جمله انیمه، مانگا، دوربین، خودرو، آیدل ژاپنی و الکترونیک اوتاکو را طبقه‌بندی می‌کنند. در سال ۲۰۰۵، تأثیر اقتصادی «اوتاکو» تا ۲ تریلیون ین (۱۸ دلار آمریکا میلیارد) تخمین زده شد.

## ریشه‌شناسی
«اوتاکو» از یک اصطلاح ژاپنی برای اشاره به خانه یا خانواده شخص دیگری (به ژاپنی: お宅،  Otaku) گرفته شده است. از این کلمه می‌توان در گفتار محترمانه در زبان ژاپنی به عنوان استعاره به جای  ضمیر شخصی دوم شخص استفاده کرد. در این کاربرد، ترجمه تحت‌اللفظی آن «تو» است. با برخی از گویش‌های ژاپنی غربی و با زن خانه‌دار مرتبط است و نسبت به ضمایر صمیمی مانند «آناتا» و ضمایر مذکر مانند «کیمی» و «اومائه» (همه به معنی تو) کمتر مستقیم و دورتر است.
منشأ استفاده از ضمیر در میان طرفداران مانگا و انیمه دهه ۱۹۸۰ مشخص نیست. طرفداران داستان‌های علمی تخیلی از «اوتاکو» برای خطاب به صاحبان کتاب در اواخر دهه ۱۹۶۰ استفاده می‌کردند.
منتقد اجتماعی ایجی اوتسوکا معتقد است که "اوتاکو" به این دلیل استفاده می‌شود که به مردم اجازه می‌دهد برای اولین بار ملاقات کنند، مثلاً در یک کنوانسیون از فاصله‌ای راحت با هم تعامل داشته باشند. یک نظریه معتقد است که «اوتاکو» به عنوان یک ضمیر توسط نویسنده علمی تخیلی موتوکو آرای در مقاله ای در سال ۱۹۸۱ در مجله Variety, و دیگری ادعا می‌کند که توسط طرفداران استودیو انیمه گایناکس که برخی از بنیانگذاران آن از استان توتوری در غرب ژاپن (جایی که معمولاً «اوتاکو» است استفاده شد). این ضمیر در انیمه محبوب "ماکروس (انیمه)" نیز استفاده شد. اولین بار در سال ۱۹۸۲ توسط شخصیت‌های هیکارو ایچیجیو و لین مین می پخش شد که تا زمانی که یکدیگر را بهتر بشناسند، همدیگر را اوتاکو خطاب می‌کنند.
شکل عامیانه مدرن، که با استفاده از قدیمی‌تر با نوشته شدن در هیراگانا (おたく)، کاتاکانا (オタク یا کمتر، ヲタク) یا به ندرت در روماجی متمایز می‌شود،
اولین بار در دهه ۱۹۸۰ با آثار طنزنویس و مقاله‌نویس آکیئو ناکاموری در گفتمان عمومی ظاهر شد. مجموعه او در سال ۱۹۸۳ تحقیق در مورد اوتاکو (به ژاپنی: おたく)، چاپ شده در مجله «لولیکون» مانگا بوریکو، این اصطلاح را به عنوان تحقیر آمیز برای طرفداران «ناخوشایند» به کار برد، به‌طور خاص به نداشتن حس مد و ظاهر ساده آنها حمله کرد. ناکاموری به‌ویژه از «دیوانه‌های مانگا» که جذب شخصیت‌های دخترهای بامزه مانگا می‌شوند، انتقاد داشت. و برچسب «اوتاکوی» خود را به عنوان اصطلاحی که بین بچه‌های دبیرستانی در همایش‌های مانگا و انیمه استفاده می‌شود، توضیح داد.
در سال ۱۹۸۹، پرونده تسوتومو میازاکای، «قاتل اوتاکو»، هواداران را به طرز بسیار منفی مورد توجه ملی قرار داد.میازاکی، که به‌طور تصادفی چهار دختر را انتخاب کرده و به قتل رسانده بود. مجموعه‌ای از ۵۷۶۳ نوار ویدئویی که برخی از آن‌ها حاوی انیمه و فیلم اسلشر هستند که در هم آمیخته شده‌اند. فیلم‌ها و تصاویر قربانیان او بعداً در همان سال، مجله دانش معاصر "Bessatsu Takarajima" صد و چهارمین شماره خود را به موضوع اوتاکو اختصاص داد. به آن می‌گفتند اوتاکو نو هون (おたくの本 lit. کتاب اوتاکو) و با ۱۹ مقاله توسط افراد داخلی اوتاکو، از جمله آکیو ناکاموری، به خرده فرهنگ اوتاکو پرداخت. این نشریه توسط محقق رودیارد پسیمو ادعا شده است که این اصطلاح را رایج کرده است.

## استفاده

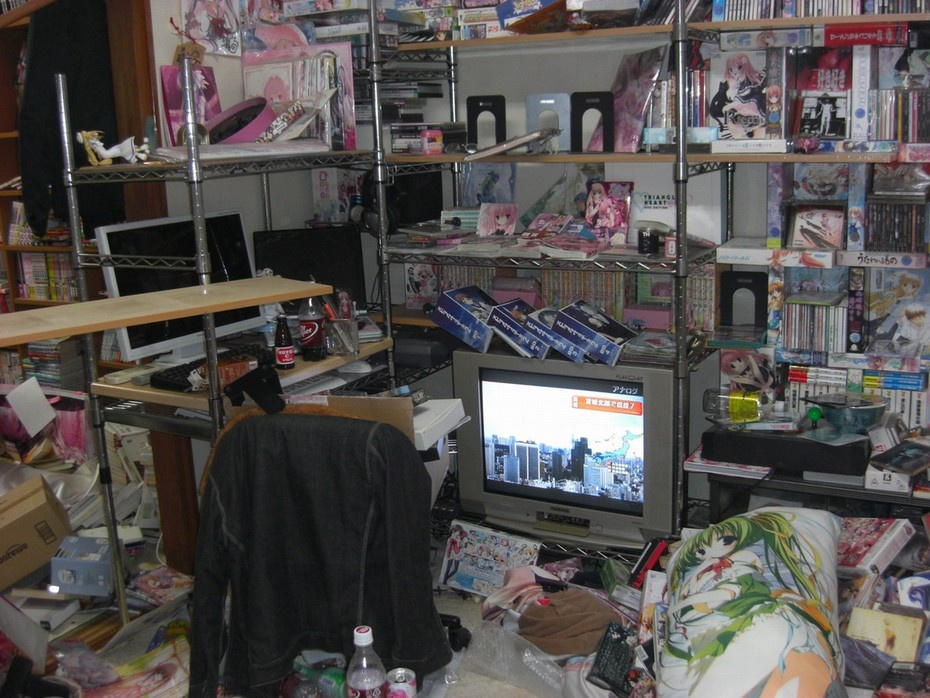
یک اتاق اوتاکو

در زبان عامیانه مدرن ژاپنی، اصطلاح اوتاکو بیشتر معادل «گیک» یا «خوره (روان‌شناسی)» است (هر دو به معنای وسیع؛ یک متخصص فناوری می‌تواند چنین باشد. یک «گیجوتسو اوتاکو» 技術オタク (اوتاکوی فن‌آوری/خورهٔ فن‌آوری) و یک «بونکاکی اوتاکو» 文化系オタク (اوتاکوی رشته‌هنری/خورهٔ هنر) یا «گاریبن» ガリ勉 (خورهٔ درس‌خواندن))، اما به شیوه‌ای تحقیرآمیزتر از آنچه در غرب استفاده می‌شود. همچنین برای هر هوادار در هر موضوع سرگرمی یا شکل خاصی از سرگرمی استفاده می‌شود. اوتاکوها به خاطر رفتارهایشان مورد قضاوت قرار می‌گیرند - و مردم ناگهان یک «اوتاکو» را به عنوان فردی می‌بینند که نمی‌تواند با واقعیت ارتباط برقرار کند.
بنابراین این اصطلاح در جامعه ژاپن بیشتر حکم یک عبارت تحقیرآمیز دارد.
این کلمه به عنوان یک وام‌واژه از زبان ژاپنی وارد انگلیسی شده است. معمولاً برای اشاره به طرفداران انیمه و مانگا استفاده می‌شود، اما به‌طور کلی می‌تواند به بازی‌های ویدئویی در ژاپن یا حتی فرهنگ ژاپنی نیز اشاره کند. پلتفرم‌هایی مانند TrackOtaku و مجله آمریکایی اوتاکو یواس‌آ این موارد را محبوب کرده و جنبه‌های مختلف پوشش می‌دهند. استفاده از این کلمه به دلیل مفاهیم منفی و کلیشه ای بودن هواداران، منبع اختلاف بین برخی از طرفداران است. در سال ۱۹۸۸ با انتشار گان باستر که طرفداران انیمه را با نام اوتاکو معرفی می‌کند، مواجهه گسترده انگلیسی با این اصطلاح آغاز شد. گان باستر به‌طور رسمی در مارس ۱۹۹۰ به زبان انگلیسی منتشر شد. استفاده از این اصطلاح در سراسر گروه خبری مربوط به سرگرمی، هنر و انیمه، گسترش یافت. به دنبال بحث‌هایی پیرامون اوتاکوی ویدئو که در سال ۱۹۹۴ چاپ شد، جنبه‌های مثبت و منفی، از جمله کاربرد تحقیرآمیز، در هم آمیخته شدند. این اصطلاح همچنین توسط رمان ویلیام گیبسون در سال ۱۹۹۶ ایدورو رایج شد، که به اوتاکو اشاره می‌کند.

## خرده فرهنگ
کایچیرو موریکاوا خرده فرهنگ اوتاکو را به‌طور مشخص محصول آموزش در ژاپن و جامعه ژاپن می‌شناسد. مدارس ژاپنی ساختار طبقاتی دارند که به عنوان کاست (نظام اجتماعی) عمل می‌کنند، اما باشگاه‌ها یک استثنا از سلسله مراتب اجتماعی هستند. در این باشگاه‌ها، علایق دانش‌آموز به رسمیت شناخته می‌شود و با توجه به علایق اوتاکو، پرورش می‌یابد. ثانیاً، ساختار عمودی جامعه ژاپن ارزش افراد را با موفقیت آنها مشخص می‌کند. تا اواخر دهه ۱۹۸۰، مردان غیرورزشی و غیرجذاب بر روی تحصیلات دانشگاهی تمرکز می‌کردند، به این امید که شغل خوبی را به دست آورند و برای بالا بردن جایگاه اجتماعی خود ازدواج کنند. کسانی که نمی‌توانند از نظر اجتماعی موفق شوند به جای آن بر علایق خود توجه می‌کنند و اغلب تا بزرگسالی، و سبک زندگی خود را بر آن علایق متمرکز می‌کنند و این امر به ایجاد خرده فرهنگ اوتاکو کمک می‌کنند.
حتی قبل از ابداع این اصطلاح، ویژگی‌های کلیشه ای خرده فرهنگ در شماره ۱۹۸۱ «فان رودو» (جاده هواداران) در مورد «کلوپ‌های فرهنگی» شناسایی شد. این افراد با انتشار آثار علمی-تخیلی سخت مانند موبایل سوت گاندام به سمت انیمیشن کشیده شدند. این آثار باعث گردهمایی و توسعه علایق وسواسی شد که انیمه را به رسانه ای برای دانش‌آموزان غیرمحبوب تبدیل کرد و طرفداران وسواسی آن را گرد هم آورد.
پس از اینکه این طرفداران بازار کمیک را کشف کردند، از این اصطلاح به عنوان یک هویت جمعی خود تأیید کننده و خود مسخره‌کننده استفاده شد.
پرونده «قاتل اوتاکو» در سال ۱۹۸۹ به هواداران مفهومی منفی داد که هنوز به‌طور کامل از آن خلاص نشده‌اند. در این سال کائورو کوبایاشی (قاتل) یک دانش آموز کلاس اول هفت ساله را ربود، مورد تجاوز جنسی قرار داد و به قتل رساند. روزنامه‌نگار ژاپنی آکیهیرو اوتانی مشکوک بود که جنایت کوبایاشی توسط ی «فیگور موئه زوکو» - اصطلاح ژاپنی که به «اوتاکوهایی که مجسمه‌ها را جمع‌آوری می‌کنند» اشاره دارد روزنامه‌نگار ژاپنی آکیهیرو اوتانی این اصطلاح را ابداع کرد - او ادعا کرد که این گروه از جنایتکاران بالقوه تشکیل شده است. این روزنامه‌نگار نوشته است «اوتاکوهایی که مجسمه‌ها را جمع‌آوری می‌کنند» مجرمانی بالقوه هستند و یکی از آنها در نوامبر ۲۰۰۴ یک دختر ۷ ساله را کشته است. طبق نظریه او، قاتل پس از آدم‌ربایی بچه را به قتل رسانده، زیرا قاتل به بدن زنده او علاقه نداشت، بلکه به جسد او علاقه داشت. بدن بی جان را می‌توان به عنوان یک مجسمه توصیف کرد. اگرچه کوبایاشی «اوتاکو» نبود. میزان خصومت اجتماعی علیه «اوتاکو» افزایش یافت. مجریان قانون «اوتاکو» را مظنونان احتمالی جرایم جنسی می‌دانستند، و دولت‌های محلی خواستار قوانین سخت‌گیرانه‌تر برای کنترل نمایش اروتیسم در مواد «اوتاکو» شدند.
همه توجه‌ها منفی نبوده است. هیروکی آزوما در کتاب خود به نام «اوتاکو» چنین می‌گوید: بین سال‌های ۲۰۰۱ و ۲۰۰۷، «اوتاکو» به سرعت در ژاپن به رسمیت شناخته شد و به این دلیل که در سال ۲۰۰۳، هایائو میازاکی برنده جوایز اسکار برای شهر اشباح خود شد. در همان زمان در سال ۲۰۰۴ پاویون ژاپنی تاکاشی موراکامی در دوسالانه ونیز (دوسالانه معماری) به رسمیت شناخته شد. در سال ۲۰۰۵، کلمه «موئه» moe را نشان داد کلمات کلیدی جلد حاضر — به عنوان یکی از ده "واژه باب روز برتر سال انتخاب شد.  نخست‌وزیر سابق ژاپن تارو آسو نیز ادعا کرده است که از خرده فرهنگ اوتاکو بودن، برای تبلیغ ژاپن در امور خارجی استفاده می‌کند. در سال ۲۰۱۳، یک مطالعه ژاپنی بر روی ۱۳۷۷۳۴ نفر نشان داد که ۴۲٫۲٪ خود را به عنوان یک نوع اوتاکو معرفی می‌کنند. این مطالعه نشان می‌دهد که انگ این کلمه ناپدید شده است، و این اصطلاح توسط بسیاری مورد استقبال قرار گرفته است.
ماریئه کوندو در سال ۲۰۲۰ به مجله ForbesWomen گفت: "من به اوتاکو بودن اعتقاد دارم. اوتاکو به من کمک کرد تا عمیقاً تمرکز کنم و قطعاً به موفقیت من کمک کرد.
در اواخر دهه ۱۹۹۰، اوتاکو یک خرده فرهنگ محبوب در میان نسل ایکس در ایالات متحده بود. در اوایل دهه ۲۰۰۰، جامعه اوتاکو در ایالات متحده اغلب شامل جوانان حومه شهر و گروه‌های آنلاین ویژه بود.

### مکان‌ها
منطقه آکیهابارا در توکیو، که در آن کافه خدمتکار پیشخدمت‌هایی وجود دارند که لباس می‌پوشند و مانند خدمتکارها یا شخصیت‌های انیمیشن رفتار می‌کنند، یک جاذبه قابل توجه است. مرکز اوتاکو آکیهابارا همچنین دارای ده‌ها فروشگاه تخصصی در انیمه، مانگا، رترو گیمینگ، مجسمه‌ها، بازی‌های کارتی، و سایر محصولات کلکسیونی است. مکان محبوب دیگر جاده اوتومه در ایکه‌بوکورو در توکیو است. دانش‌آموزان از دانشگاه شهر ناگویا پروژه‌ای را برای کمک به ترویج جاذبه‌های گردشگری پنهان و جذب بیشتر اوتاکو در ناگویا آغاز کردند.

### زیرگونه‌ها

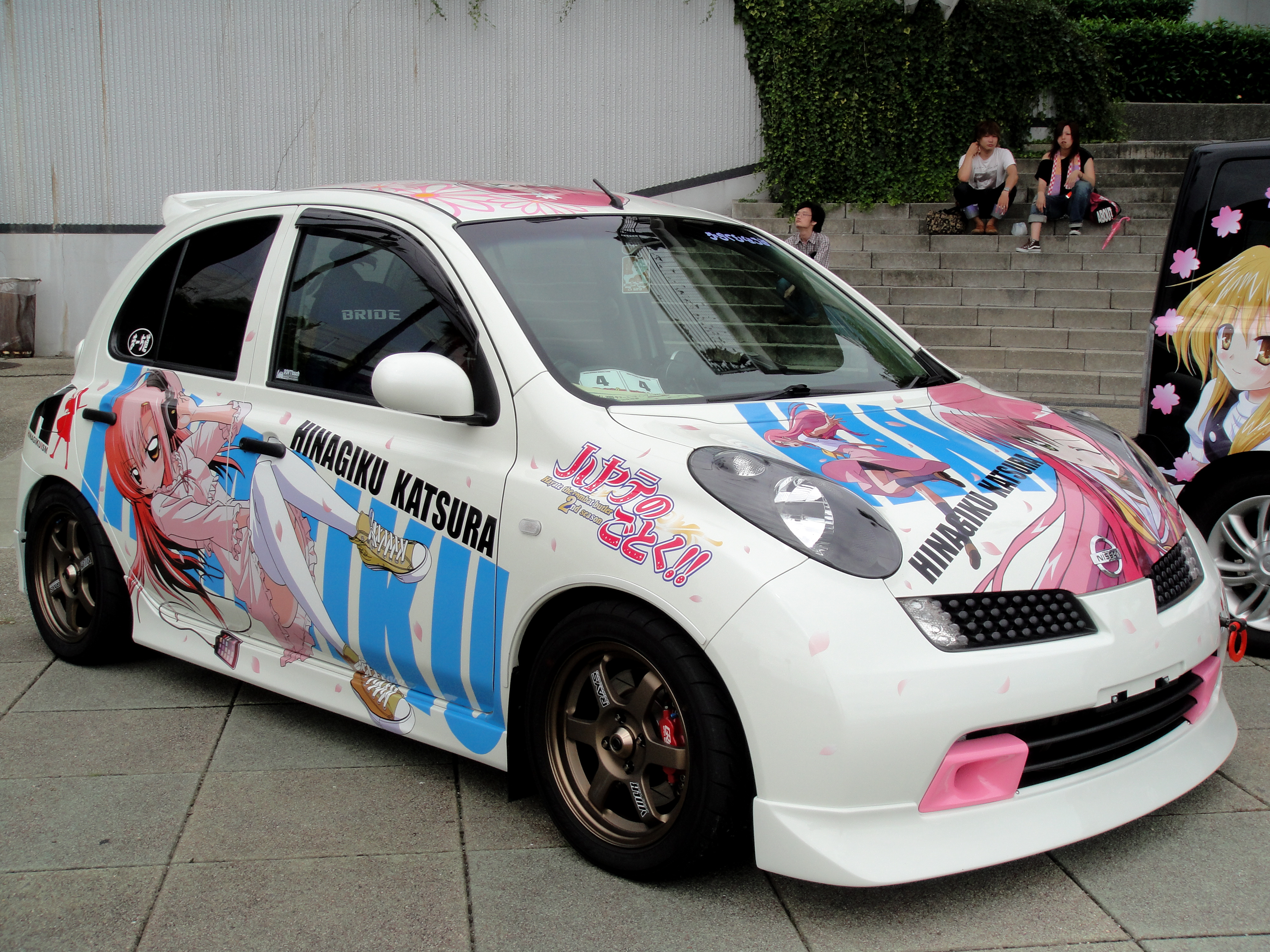
یک نیسان میکرا با حضور هیناگیکو کاتسورا از سری مانگای Hayate the Combat Butler

اصطلاحات خاصی برای انواع مختلف اوتاکو وجود دارد، از جمله fujoshi (腐女子, lit. "دختر(ها) گندیده")، یک اصطلاح ژاپنی توهین آمیز خودپسند برای طرفداران زن یائویی، که بر روابط مردانه همجنس‌گرایی تمرکز دارد.رکی-جو اوتاکوهای زن هستند که به تاریخ ژاپن علاقه دارند. برخی از اصطلاحات به مکانی اشاره دارند، مانند Akiba-kei ("سبک Akihabara")، که برای کسانی که با فرهنگ آکیهابارا آشنا هستند صدق می‌کند.
میادایی دو زیرگروه بزرگ از نوع اوتاکو را توصیف می‌کند، یک نوع جهانی و یک نوع بتل رویال. یک تحول زمانی از نوع جهانی اواخر دهه ۱۹۹۰ تا نوع بتل رویال در دهه ۲۰۰۰ وجود دارد، اما آنها در کنار هم وجود داشتند. تضاد بین نوع جهان و نوع بتل رویال در عصری پدیدار شد که در آن واقعیت و داستان به عنوان ابزاری معادل برای دفاع از خود در نظر گرفته می‌شوند. او همچنین جامعه اینترنتی را ساختاری ریزومیک توصیف می‌کند که تمایز بین «واقعیت» و «تخیل» را باطل می‌کند. نوع جهان با داستان به عنوان معادل واقعیت (واقعی سازی داستان) برخورد می‌کند، در حالی که نوع بتل رویال واقعیت را معادل داستان (تخیلی سازی واقعیت) می‌داند.

### رسانه
اوتاکو اغلب از طریق تولید یا علاقه به طنز که به خرده فرهنگ آنها می‌پردازد، در مسخره کردن خود شرکت می‌کنند. انیمه و مانگا اوتاکو موضوع آثار خودانتقادی متعددی هستند، مانند اوتاکو نو ویدئو، که حاوی یک مصاحبه زنده مستندنما است که کارکنان خود به عنوان مصاحبه‌شوندگان خرده فرهنگ اوتاکو را به سخره می‌گیرند و شامل گایناکس است. سایر آثار خرده فرهنگ اوتاکو را با انتقاد کمتری به تصویر می‌کشند، مانند گنشیکن و کمیک پارتی. لایت ناول معروفی که بعداً از آن توسط مانگا و انیمه اقتباس شد، همچنین «به ان‌اچ‌کی خوش آمدید» که بر خرده فرهنگ‌های اوتاکو تمرکز دارد و بر سایر طردشدگان اجتماعی، مانند هیکی‌کوموری و نیتها توجه دارد. آثاری که بر روی شخصیت‌های اوتاکو تمرکز دارند عبارتند از «واتاموته»، داستان یک اوتاکو غیرجذاب و غیر اجتماعی اوتومه گیم که توهماتی دربارهٔ موقعیت اجتماعی خود نشان می‌دهد؛ و دیگر قهرمان نیست، یک بازی ویدیویی دربارهٔ یک قاتل اوتاکو به نام تراویس تاچ داون و ماجراهای سورئالیستی او با الهام از انیمه و مانگا.
رسانه‌هایی دربارهٔ اوتاکو در خارج از ژاپن نیز وجود دارند، مانند مستند آمریکایی اوتاکو یونیت که بر جنبهٔ آمریکایی فرهنگ اوتاکو تمرکز دارد، و رمان فیلیپینی اوتاکوی دختر، که داستان دنیای واقعیت مجازی را روایت می‌کند که در آن اوتاکو می‌تواند نقش‌آفرینی و از قدرت شخصیت‌های انیمیشن مورد علاقه خود استفاده کند.

### عادات
اصطلاحی که در هواداران اوتاکو استفاده می‌شود، اوتاگی یا otagei (ヲタ芸 یا オタ芸) است، نوعی تشویق به‌صورت گروهی. اصطلاح دیگر ایتاشا  (痛車, به معنای واقعی کلمه "ماشین (های) دردناک (یعنی ترسناک)) است که وسایل نقلیه تزئین شده با شخصیت‌های خیالی، به ویژه بازی بیشوجو یا اروگه شخصیت را توصیف می‌کند.